# US Army Ordnance Museum
The US Army Ordnance Museum är ett Militärhistoriskt museum i Aberdeen, Maryland, USA.
Museet är planerat att flytta till Fort Lee (Virginia) under 2009